# (574441) 2010 OE153
(574441) 2010 OE153 est un objet transneptunien faisant partie du disque des objets épars, d'un diamètre d'environ 340 km, ce qui pourrait le qualifier comme candidat au statut de planète naine.